# Six Nations Cup 2010
De Six Nations Cup 2010 is een dartstoernooi georganiseerd door de England Darts Organisation (EDO), uitgevoerd onder auspiciën van de British Darts Organisation (BDO). Het toernooi werd gehouden van 26 februari 2010 tot en met 28 februari 2010 in het Southern International Hotel in Sligo, Ierland. John Walton gooide in de finale tegen Wales de eerste 9-darter op de Six Nations ooit.

## Groepsfase vrouwen
vrijdag 26 februari 2010
- Groep 1

- Groep 2

## Groepsfase mannen
zaterdag 27 februari 2010
- Groep 1
  -  Noord-Ierland -  Nederland 11-13
  -  Wales -  Nederland 13-7
  -  Noord-Ierland -  Wales 13-12

- Groep 2
  -  Ierland -  Schotland 5-13
  -  Engeland -  Ierland 13-10
  -  Engeland -  Schotland 13-9

## Knock-out vrouwen en mannen
zondag 28 februari 2010
- 5e / 6e plaats
  -  Wales -  Noord-Ierland 5-0 (vrouwen)
  -  Nederland -  Ierland 13-? (mannen)
- halve finale
  -  Nederland -  Ierland 5-3 (vrouwen)
  -  Schotland -  Engeland 0-5 (vrouwen)
  -  Wales -  Schotland 13-7 (mannen)
  -  Engeland -  Noord-Ierland 13-3 (mannen)
- finale
  -  Engeland -  Nederland 5-3 (vrouwen)
  -  Engeland -  Wales 13-7 (mannen)